# Башинский, Эспер Иванович
Эспер Иванович Башинский (укр. Еспер Іванович Башинський; 17 декабря 1878, Ключевское, Камчатская область, Российская империя — после 1937, предположительно Одюн-ле-Тиш, Франция) — российский и украинский военный, полковник Российской императорской армии, генерал-хорунжий Армии УНР.

## Биография
Происходил из семьи дворянина Харьковской губернии. Окончил Петровский Полтавский кадетский корпус и Михайловское артиллерийское училище по 1-му разряду (1897), служил подпоручиком в 31-й  артиллерийской бригаде (Белгород). В составе этой бригады участвовал в русско-японской войне, в том числе в Мукденском и Ляоянском сражениях. Награждён орденом Святой Анны II степени с мечами, произведён в штабс-капитаны. С 13 мая 1913 капитан, старший офицер 1-й батареи 31-й артиллерийской бригады.
Участвовал в Первой мировой войне. С 21 октября 1914 командир 3-й батареи 31-й артиллерийской бригады, с 25 марта 1915 командир 5-го тяжёлого артиллерийского дивизиона. 12 августа 1915 был ранен в голову, 9 февраля 1916 тяжело контужен. 21 ноября 1916 произведён в полковники. 11 января 1917 в боях под Ригой отравлен ядовитыми газами. С 18 марта 1917 командир 2-го отдельного Сибирского артиллерийского дивизиона. 16 октября 1917 отправился в 5-недельный отпуск, на фронт не возвращался. За годы Первой мировой войны награждён Георгиевским оружием (24 марта 1916), орденом Святого Владимира III степени с мечами и бантом (8 апреля 1917).
После Октябрьской революции по собственному желанию 21 ноября 1917 вступил в украинизированные войска, возглавив 2-й дивизион 31-й Украинской артиллерийской бригады. С 1 марта 1918 командир 2-го дивизиона 1-й артиллерийской бригады войск Украинской Центральной Рады в Киевской губернии. Командовал следующими подразделениями в Армии УНР:
- с 10 августа 1918 — командир 40-го артиллерийского полка Армии Украинской Державы;
- с 17 декабря 1918 — 14-й артиллерийской бригады;
- с 28 февраля 1919 — 18-й артиллерийской бригады Действующей армии УНР;
- с 28 мая 1919 — 1-й артиллерийской Северной бригады Действующей армии УНР;
- с 17 ноября 1919 — Сборной артиллерийской бригады Волынской группы Действующей армии УНР (с ней участвовал в Первом зимнем походе);
- с 3 июля 1920 — 2-й артиллерийской бригады 2-й Волынской стрелецкой дивизии Армии УНР[укр.].

25 июня 1921 назначен вторым помощником начальника 2-й Волынской дивизии. С 1 ноября 1921 — генерал-хорунжий Армии УНР.
С 1923 года в эмиграции в Калише (Польша), позднее в Париже. Дальнейшая судьба неизвестна.